# Jaroslawytschi (Dubno)
Jaroslawytschi (ukrainisch Ярославичі; russisch Ярославичи/Jaroslawyitschi, polnisch Jarosławicze) ist ein Dorf in der Westukraine etwa 19 Kilometer nordwestlich der ehemaligen Rajonshauptstadt Mlyniw und 57 Kilometer westlich der Oblasthauptstadt Riwne am Flüsschen Tyschyzja (Тишиця) gelegen.

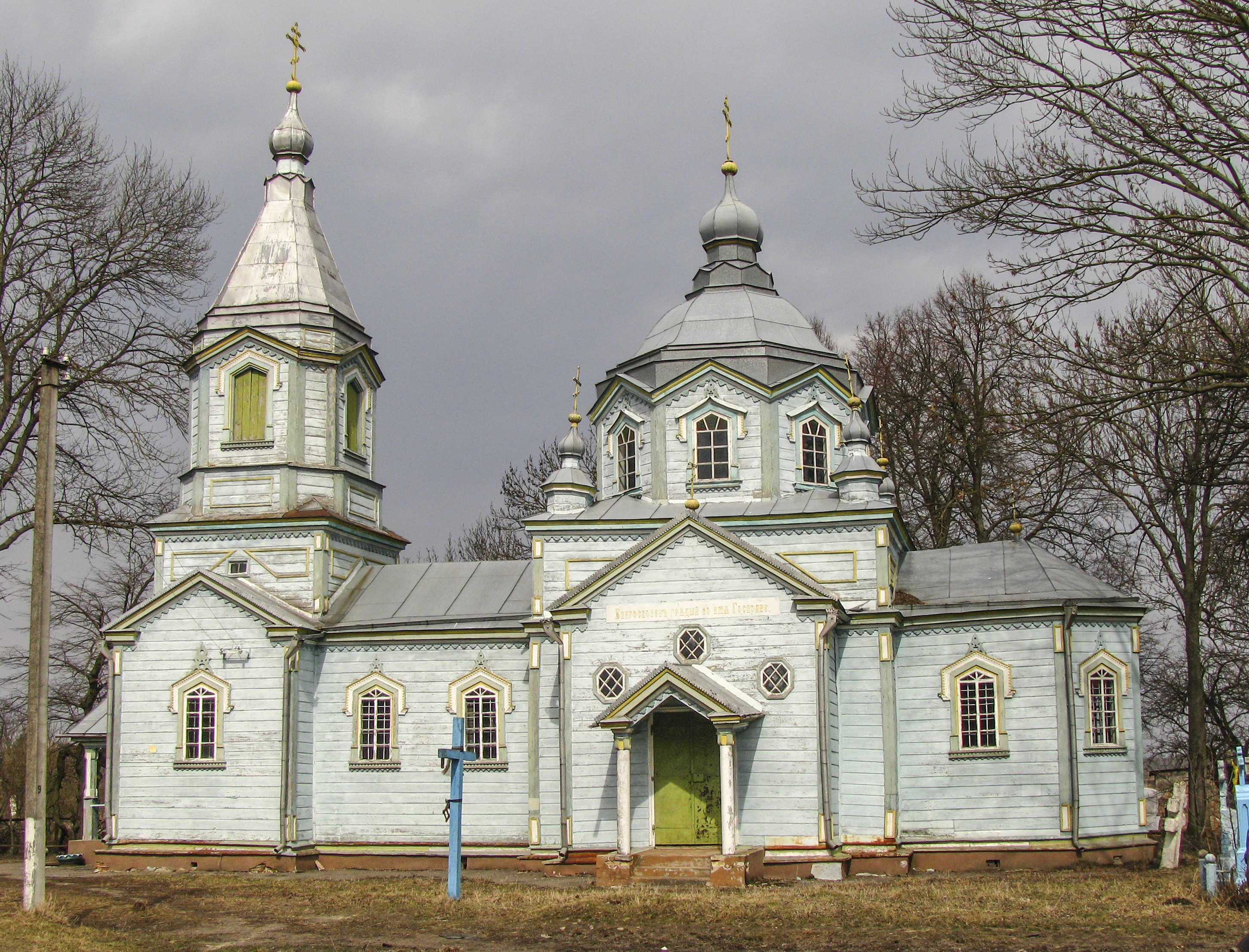
Kirche im Ort

## Geschichte
Der Ort wird 1145 zum ersten Mal schriftlich erwähnt und gehörte bis 1793 in der Woiwodschaft Wolhynien zur Adelsrepublik Polen-Litauen. Mit den Teilungen Polens fiel der Ort an das Russische Reich und lag bis zum Ende des Ersten Weltkriegs im Gouvernement Wolhynien.
Nach dem Ersten Weltkrieg kam der Ort zu Polen (in die Woiwodschaft Wolhynien, Powiat Dubno, Gmina Jarosławicze), im Zweiten Weltkrieg wurde er zwischen 1939 und 1941 von der Sowjetunion besetzt. Nach dem Überfall auf die Sowjetunion im Juni 1941 wurde er dann bis 1944 von Deutschland besetzt, dies gliederte den Ort in das Reichskommissariat Ukraine in den Generalbezirk Brest-Litowsk/Wolhynien-Podolien, Kreisgebiet Dubno.
Nach dem Krieg wurde der Ort der Sowjetunion zugeschlagen. Dort kam das Dorf zur Ukrainischen SSR und seit 1991 ist es ein Teil der heutigen Ukraine.

## Verwaltungsgliederung
Am 15. Juni 2017 wurde das Dorf zum Zentrum der neugegründeten Landgemeinde Jaroslawytschi (Ярославицька сільська громада Jaroslawyzka silska hromada). Zu dieser zählen noch die 9 in der untenstehenden Tabelle aufgelistetenen Dörfer, bis dahin bildete es zusammen mit den Dörfern Boremez, Pidliszi, Tschekno, Jalowytschi und Welyka Horodnyzja die Landratsgemeinde Jaroslawytschi (Ярославицька сільська рада/Jaroslawyzka silska rada) im Norden des Rajons Mlyniw.
Am 17. Juli 2020 wurde der Ort Teil des Rajons Dubno.
Folgende Orte sind neben dem Hauptort Jaroslawytschi Teil der Gemeinde:
| Name                     | Name             | Name                                   | Name                | Name |
| ukrainisch transkribiert | ukrainisch       | russisch                               | polnisch            |      |
| ------------------------ | ---------------- | -------------------------------------- | ------------------- | ---- |
| Boremez                  | Боремець         | Боремец                                | Borzemice, Boremiec |      |
| Jalowytschi              | Яловичі          | Яловичи (Jalowitschi)                  | Jałowicze           |      |
| Nadtschyzi               | Надчиці          | Надчицы (Nadtschizy)                   | Nadczyce            |      |
| Nowoukrajinka            | Новоукраїнка     | Новоукраинка (Nowoukrainka)            | Ledochówka, Szaława |      |
| Pidliszi                 | Підлісці         | Подлесцы (Podleszy)                    | Podliście           |      |
| Sorjane                  | Зоряне           | Зоряное (Sorjanoje)                    | Kniahininek         |      |
| Swyschtschiw             | Свищів           | Свищев (Swischtschew)                  | Świszczów           |      |
| Tschekno                 | Чекно            | Межиречье (Meschiretschje)             | Czekno              |      |
| Welyka Horodnyzja        | Велика Городниця | Великая Городница (Welikaja Gorodniza) | Horodnica Wielka    |      |